# Бриткино
Бриткино — деревня в составе Немского района Кировской области.

## География
Находится на расстоянии примерно 4 километров по прямой на северо-запад от районного центра поселка Нема.

## История
Деревня известна с 1873 года, когда там было учтено дворов 23 и жителей 153, в 1905 году 30 и 136, в 1926 29 и 123, в 1950 28 и 92 соответственно, в 1989 40 жителей. До 2021 года входила в Немское городское поселение Немского района, ныне непосредственно в составе Немского района.

## Население
Постоянное население составляло 25 человек (русские 100 %) в 2002 году, 19 в 2010.